# Station Sausset-les-Pins
Station Sausset-les-Pins is een spoorwegstation in de Franse gemeente Sausset-les-Pins.